# Horní Hluboká
Horní Hluboká (německy Ober Tiefenbach) je zaniklá vesnice v okrese Sokolov v Karlovarském kraji. Vesnice se nacházela ve Slavkovském lese v údolí Dolského potoka asi 1,5 kilometru jihovýchodně od Krásna.

## Název
Vesnice byla pojmenována podle potoka Hluboká, u kterého byla postavena. Přívlastek Horní se pro odlišení od Dolní Hluboké začal objevovat až ve druhé polovině patnáctého století. V historických pramenech se název vsi objevuje ve tvarech: Tiefenbach (1308), Tiffenbach superior (1489), Tyffenboch horzeyssim (1489), tiffenbach (1518), v tiffenpachu (1518), Horžegssi Tieffenpach (1518), Tiefenbach horní (1785), Ober-Tiefenbach (1847) a úředně Tiefenbach horní i Ober-Tiefenbach (1854).

## Historie
Horní Hluboká byla založena pravděpodobně ve druhé polovině třináctého století.

## Přírodní poměry
Vesnice se nacházela jižně od Krásna v katastrálním území Dolní Hluboká s rozlohou 5,24 km². Stávala ve Slavkovském lese (podcelek Bečovská vrchovina) v údolí na levém břehu Dolského potoka v nadmořské výšce okolo 580 metrů.

## Obyvatelstvo
Při sčítání lidu v roce 1921 ve vsi žilo 105 obyvatel (z toho 46 mužů) německé národnosti a římskokatolického vyznání. Podle sčítání lidu z roku 1930 měla vesnice 97 obyvatel se stejnou národnostní a náboženskou strukturou.
|           | 1869 | 1880 | 1890 | 1900 | 1910 | 1921 | 1930 | 1950 |
| --------- | ---- | ---- | ---- | ---- | ---- | ---- | ---- | ---- |
| Obyvatelé | 136  | 132  | 119  | 101  | 113  | 105  | 97   | 15   |
| Domy      | 22   | 23   | 22   | 23   | 22   | 22   | 22   | —    |

## Obecní správa
Při sčítání lidu v letech 1869–1890 byla vesnice osadou obce Tiefenbach v okrese Karlovy Vary. V letech 1900–1930 patřila k Dolní Hluboké v okrese Teplá. V následujících letech vesnice zanikla.